# Linha Leninskaia (metro de Novosibirsk)
A linha Leninskaia (em russo:  Ле́нинская) é a primeira linha de metro de Novosibirsk, na Rússia.
Foi inaugurada em 7 de janeiro de 1986 (39 anos) e circula entre as estações de Zaieltsovskaia e Ploshchad Marksa. Tem no total 8 estações.